# La sesta coppia fuori
La sesta coppia fuori (Sista paret ut) è un film del 1956 diretto da Alf Sjöberg.